# Rabah
Rabah, Rabih az-Zubayr ibn Fadl Allah o Rabih ibn Fadl Allah (Halfaya al-Muluk, raval de Khartum, vers 1842 - 22 d'abril de 1900) fou un senyor de la guerra al Sudan i traficant d'esclaus, que fou sultà del Bornu a l'Àfrica central, fins a la conquesta del Txad pels francesos. Nascut a cap a 1842 en una família Hamaj arabo-sudanesa, Rabah va servir un temps en la cavalleria egípcia irregular i en el transcurs de la campanya d'Etiòpia, va ser ferit.

## Lloctinent d'az-Zubayr o Zubayr Pasha (1870 -1879)
Llicenciat de l'exèrcit en els anys 1860, es va posar al servei del traficant d'esclaus sudanesos az-Zubayr Rahma Mansur (Zubayr Pasha) del que va arribar a ser un dels lloctinents. Era reputat per la seva crueltat, ja que no vacil·lava a omplir de cops els esclaus que es negaven a sotmetre's.
En el curs del segle xix la ciutat de Khartum havia esdevingut un centre molt important del trànsit d'esclaus, organitzat per companyies de «Khartumis» implantant a la regió de Bahr al-Ghazal unes zariba, o llocs de tràfic fortificats i defensats per soldats-esclaus, els bazingirs. Az-Zubayr Rahma Mansur, senyor de la guerra, mercader d'esclaus i de marfil, va prendre el control d'aquestes zaribes i va ser designat el 1872 «paixà», governador de l'Estat de Bahr al-Ghazal, per compte del khediv Ismaïl d'Egipte. Rabah, que alguns pensen que era parent llunyà seu, va arribar a ser el seu principal lloctinent.
El 1874 az-Zubayr va conquerir el sultanat del Darfur. Llavors va marxar al Caire el 1876 per sol·licitar del khediv la seva confirmació com a governador de la seva conquesta, però fou arrestat i empresonats. El seu fill Sulayman ibn Zubayr es va revoltar, i Rabah li va donar suport. El coronel Charles George Gordon (Gordon Paixà, governador general del Sudan Anglo-egipci) va designar a Romolo Gessi (Gessi Pacha) governador de l'Estat de Bahr al-Ghazal, i el va enviar a liquidar la rebel·lió de Sulayman. Batut aquest últim, es va rendir el 15 de juliol de 1879, i fou executat per Gessi. Es diu que Rabah hauria abandonat Sulayman el dia abans de la seva rendició, però al testimoni del mateix Gessi estableix que s'havia replegat des de juny, després d'haver experimentat fortes pèrdues.

## El senyor de la guerra esclavista (1879-1890)
Per escapar als egipcis, Rabah va abandonar la regió de Bahr al-Ghazal cap al sud i l'oest amb set o vuit-cents bazingirs dels quals 400 tenien fusells. Aplicant els mètodes dels Khartumi, aconseguí des de 1880 un regne entre les conques de l'Ubangui i del Nil (país dels Kreich i del Dar Banda, al sud del Waddai, que va esdevenir un verdader desert).
El 1885 va intentar tornar al Sudan sota invitació del Mahdi Muhammad Ahmad que havia pres Khartum als anglo-egipcis. El Mahdi li havia enviat com ambaixadors a Zin el-Abidin i a Jabar, i Rabah els havia seguit fins al Darfur per reunir-se amb Muhàmmad Àhmad a Omdurman, però assabentant-se que pensava fer-lo assassinar, va tornar enrere.
El 1887 Rabah va envair el Darfur, va reclutar més bazingirs, i es va instal·lar al Dar Kouti, però va fracassar contra les tropes del sultanat de Waddai manades per l'aguid (representant del sultà) Salamat Sharif al-Din). El 1890, ataca el cap musulmà Kobur al nord de l'Ubangui-Chari, el va deposar i entronitza al seu lloc el seu nebot Mohammed al-Senussi, a qui imposa la seva sobirania feudal. Aquesta aliança fou segellada pel matrimoni de Khadija, filla de Muhammed al-Senussi, amb Fadl Allah fill de Rabah. Mohammad i Rabah atacaran junts el Dar Runga (teòricament musulmà), als kreich, als goula i els banda ngao.

## Primers afrontaments amb França (1891-1893)
L'aliança de Mohammed el-Senoussi amb Rabah inquieta les potències colonials, sobretot la França que desitjava prendre el control de l'Àfrica central. Mohammad al-Senussi continuà sent fidel a Rabah i va fer executar el 1891 al francès Paul Crampel a Dar Banda. Rabah recuperà les armes que portava aquesta missió.
Al sud-est del llac Txad, ataca llavors el Sultanat de Baguirmi el 1892, acusant al mbang (rei) Gaurang d'haver acceptat el protectorat dels infidels francesos. Assetjat durant entre 3 a 5 mesos a Manjaffa, Gaurang va haver d'abandonar la seva capital que fou completament destruïda el març de 1893.

## Conquesta del Regne de Kanem-Bornu (1893)
El mateix any 1893 Rabah es gira cap al Bornu del shehu (rei) Hashim ibn Omar. El Bornu era un imperi sahelià potent a l'Edat Mitjana, que disposava de 80.000 soldats, essencialment esclaus dirigits també per esclaus, però al segle xix ja estava en ple declivi.
De camí al Bornu, Rabah va capturar al sultà de Karnak Logone, del qual la capital li va obrir les portes. Hashim shehu del Bornu, que no era un guerrer, va enviar 15.000 homes a l'encontre de Rabah. Aquest últim els va derrotar i rebutjar entre el maig i setembre de 1893 a Am Hobbio (al sud de Dikoa o Dikwa), i després a Legaroua, amb només 2.000 cavallers. Hashim fugí al nord del riu Komadougou i va intentar potser negociar, però va ser assassinat a instàncies del seu nebot Muhammad ibn Abi Bakr al-Amin (anomenat Kiyari) que va prendre el poder i va decidir combatre. Va avançar contra Rabah des de Geidam. Rabah va trobar Kiyari a Gashegar, a dos dies de marxa de Kouka (avui Kukawa), la capital. Els bornuans van ser vencedors i van capturar el camp de Rabah. Aquest últim va reagrupar les seves forces, va fer donar 100 cops de fuet a tots els seus caps de grup, incloent-hi al seu propi fill Fadl Allah tanmateix ferit, a excepció de Boubakar que havia estat un dels més valents. Després la seva contra-ofensiva va ser victoriosa. Kiyari es va negar a escapar-se, va ser capturat i fou decapitat. Kouka va ser saquejada i totalment destruïda.
Rabah va instal·lar la seva capital a Dikwa, i hi va construir el seu palau que va causar més tard l'admiració del governador francès Émile Gentil.

## Rabah sobirà del Regne de Kanem-Bornu (1893-1900)
El 1895 Rabah desitjava modernitzar el seu exèrcit i va tractar d'entrendre's amb la Companyia Reial Britànica del Níger a Yola i Ibi, per obtenir pólvora i municions, però sense èxit. Es va enfadar amb els b¡vritànics el 1896 i, l'any següent, va començar fins i tot a avançar sobre Kano, mentre que el seu vassall Mohammad al-Sanussi fundava una capital fortificada, Ndele, entre el Bahr Auk i l'Ubangui (capital que conservarà fins al 1911).
Rabah va ser shehu del Bornu durant 7 anys, i va fer molt per reforçar aquest vell imperi escleròtic que vivia fins aquí amb les mateixes estructures feudals que al segle xvi. Va deixar al seu lloc als sultans vassalls, que va posar sota la dependència dels seus lloctinents, la majoria àrabs sudanesos com ell. Va promulgar un codi fundat en la xaria, va racionalitzar la percepció dels impostos amb la creació d'una caixa pública i d'un pressupost, va imposar al Bornu una mena de dictadura militar que va suscitar l'interès de les potències colonials. Émile Gentil detallarà la seva obra al Bornu amb una certa comprensió: s'hi inspirarà més tard per organitzar el Txad colonial. Alguns el compararan a Napoleó.
Es parla de la seva duresa (hauria fet executar una concubina perquè posseïa un talismà per assegurar-se del seu amor, així com el morabit que havia desxifrat el talismà), i de les seves vesprades passades escoltant a Ali, el poeta que cantava les seves proeses.
De manera més seriosa, Rabah llançava constantment raids contra els seus veïns per saquejar-los i agafar esclaus: tornada a l'activitat tradicional dels sultans del Bornu, ja descrita el 1526 per Lleó l'Africà. S'ha pogut calcular el nombre dels esclaus exportats cada any pel seu vassall Muhammad al-Senussi, en una xifra entre 1.500 i 2.000, sense comptar els morts, els ferits, i les altres pèrdues; les xifres per a Rabah han de ser molt més importants. Però cal dir que la gent del sultà Gaourang de Baguirmi feien llavors el mateix, amb gran escàndol dels seus aliats francesos.

## França contra Rabah (1899)
El 1899 Rabah disposava de 10.000 homes, infants i cavallers, amb fusells (la majoria passats de moda, excepte 400 carrabines de precisió), més un gran nombre d'auxiliars equipats amb armes blanques o amb arcs. Tenia guarnicions a Baggara i Karnak Logone (on tenia el seu buró d'informacions).
El 1899 Rabah va rebre a Dikwa l'explorador-mercader francès Ferdinand de Béhagle. Les converses van degenerar, i Béhagle van ser empresonats. El 17 de juliol de 1899, el tinent Bretonnet que havia estat enviat per França contra Rabah, va morir amb la majoria dels seus homes a la roca de Togbao, a la vora del Chari. Rabah li va prendre tres canons (que seran represos a Kousséri (o Kusseri) i va ordenar al seu fill Fadl Allah, que s'havia quedat a Dikwa, penjar a Béhagle.
Rabah va ser atacat una primera vegada a Kouno al final de l'any 1899 per la columna Gentil, pujant del Gabon, assistit pel vapor "Léon Blot". Els francesos van ser rebutjats amb pèrdues, i l'operació va ser un fracàs, però no els va impedir prosseguir, prendre Kousséri i fer la unió amb les columnes Lamy (vinguda d'Algèria) i Joalland-Meynier (vinguda de Níger després de moltes peripècies). El comandant Lamy va agafar el comandament del conjunt.
Els francesos, reunint 1.300 homes, atacaren el campament de Rabah a Lakhta i van fer fugir al seu exèrcit. En la confusió, Rabah mateix fou mort el 22 d'abril de 1900 a la batalla de Kousséri.

## Caiguda de l'imperi de Rabah (1900-1911)
Davant l'avanç francès, Fadl Allah, fill de Rabah, que era a Karnak Logone, va fugir cap a Dikwa i després va evacuar la seva capital que els francesos van ocupar. Malgrat l'explosió del polvorí al palau de Rabah, es van llançar a la persecució de Fadl Allah que va ser atrapat a Déguemba i va haver de fugir encara cap a les muntanyes Mandara. Fou mort el 3 d'agost de 1901, en el transcurs d'un enfrontament amb la força del capità Dangeville a Gujba a Nigèria. Muhammad al-Sanussi per la seva banda, fou anys després assassinat a instàncies dels francesos el 1911.